# アトク先生の館
アトク先生の館（あとくせんせいのやかた）は、山形県東田川郡三川町にある博物館である。正式名称は三川町文化交流館。
映画「おくりびと」のロケ地となっている。

## 概要
三川町三本木の旧阿部徳三郎(1907年〜1994年)邸であり、建物は1928年に完成した近代和風建築のものとなっている。1999年にアトク先生の館として開館した。
設計は皇室関係の建築も手掛けた宮島佐一郎によるもの。床面積は約340m2。柱や梁には松山産の檜が使用されている。東側にある庭園は江戸時代元禄期に、一千両を投じて各地から名木、珍石を集めて築造されたものである。
名称であるアトク先生の館は公募により決定したもので、阿部徳三郎が生前アトク先生と親しまれていたことに由来する。

## 入館料
- 無料（ただし、大広間や交流室の使用は有料。）

## 開館時間
- 9時00分〜17時00分[4]

## 休館日[4]
- 月曜日
- 年末年始

## アクセス
- 車
  - JR東日本羽越本線・鶴岡駅から15分[3]
  - 日本海東北自動車道庄内空港インターチェンジから15分[5]